# Боговине
Боговине или Богоне, както и Богоня (на македонска литературна норма: Боговиње; на албански: Bogovina, Боговина) е село в Северна Македония, център на община Боговине.

## География
Селото е разположено в областта Горни Полог.

## История
В края на XIX век Боговине е село в Тетовска каза на Османската империя. Според статистиката на Васил Кънчов („Македония. Етнография и статистика“) от 1900 година Богоне е село, населявано от 600 арнаути мохамедани.
Според Афанасий Селишчев в 1929 година Боговине е село в Бървенишка община (с център в Жеровяне) в Долноположкия срез и има 192 къщи с 1233 жители българи.
Според преброяването от 2002 година селото има 6328 жители.
| Националност | Всичко |
| македонци    | 1      |
| албанци      | 6273   |
| турци        | 0      |
| роми         | 5      |
| власи        | 0      |
| сърби        | 0      |
| бошняци      | 0      |
| други        | 49     |

## Личности
Родени в Боговине
- Арифхикмет Джемаили (р. 1953), политик от Северна Македония
- Бесник Фетаи (р. 1967), политик от Северна Македония
- Блерим Джемаили (р. 1986), швейцарски футболист